# Dimensions... une promenade mathématique
Pour les articles homonymes, voir Dimensions.
Pour plus de détails, voir Fiche technique et Distribution.
Dimensions... une promenade mathématique est une série de films de vulgarisation mathématique, destinée principalement à la compréhension et à la visualisation de l'espace à quatre dimensions. Ces films ont été réalisés par une équipe de l'ENS-Lyon sous la direction d'Étienne Ghys; ils utilisent le logiciel POV-Ray pour la réalisation des animations, et sont produits sous licence Creative Commons en 2008.
L'ensemble est formé de 9 films (ou chapitres) d'environ 15 minutes :
- Chapitre 1 : La dimension deux explique le système des coordonnées géographiques, et introduit la notion de projection stéréographique.
- Chapitre 2 : La dimension trois discute la façon dont des êtres à deux dimensions pourraient imaginer des objets de notre espace tridimensionnel.
- Chapitres 3 et 4 : La dimension quatre introduit l'idée d'un espace ayant une dimension supplémentaire, et parle de polychores (des polytopes réguliers en dimension quatre) et de leurs projections stéréographique vers notre espace.
- Chapitres 5 et 6 : Nombres complexes introduit les nombres complexes, les transformations du plan, et les fractales.
- Chapitres 7 et 8 : Fibration explique ce qu'est une fibration, et illustre la fibration de Hopf.
- Chapitre 9 : Preuve insiste sur l'importance des démonstrations, et donne en exemple une démonstration visuelle de ce que la projection stéréographique conserve les cercles.

Ces films sont disponibles dans dix langues ; l'ensemble a reçu plusieurs récompenses, dont le prix d'Alembert 2010. La même équipe a réalisé une seconde série de films sur le même format, centrée sur l'étude des systèmes dynamiques, appelée Chaos... une aventure mathématique.